# Hillsborough Bay
Hillsborough Bay är en vik i Kanada.   Den ligger i provinsen Prince Edward Island, i den östra delen av landet, 1 000 km öster om huvudstaden Ottawa.